# Obojan'
Obojan' (anche traslitterato come Obojan o Oboyan) è una cittadina della Russia occidentale, nell'oblast' di Kursk; è capoluogo del distretto omonimo. Sorge sul fiume Psël, affluente del Dnepr, nei pressi della confluenza in esso del piccolo fiume Obojanka, una sessantina di chilometri a sud di Kursk.
Fondata nel 1639 come fortezza a guardia dei confini meridionali della Russia di allora; ricevette lo status di città nel 1779.

## Società

### Evoluzione demografica
Fonte: mojgorod.ru
- 1897: 11.900
- 1939: 7.850
- 1970: 13.400
- 1989: 15.400
- 2002: 14.618
- 2006: 13.800